# Leif Jensson

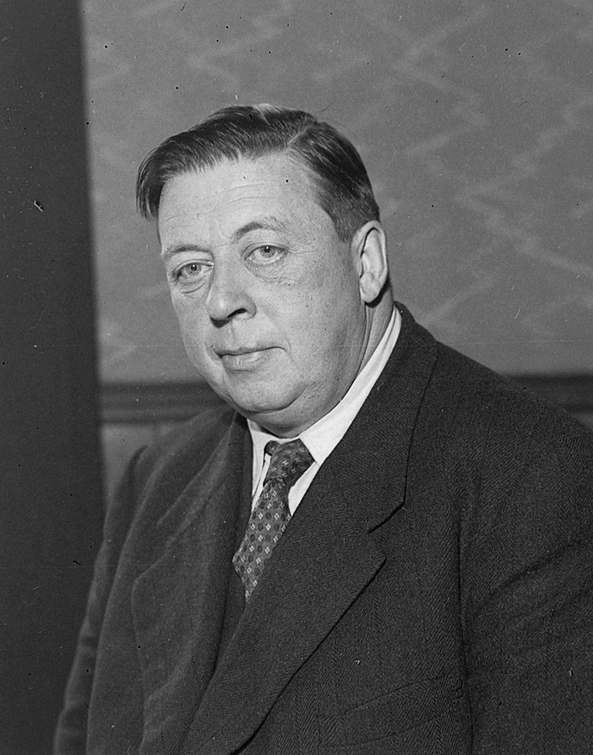
Leif Jensson

Leif Jensson (* 13. April 1899; † 18. April 1948) war ein norwegischer Journalist.

## Leben
Er wurde von der Kringkastingsselskapet A/S (Die Rundfunkgesellschaft) als erster Radioreporter in Nordland eingesetzt. Seine erste Sendung wurde am 15. Februar 1931 gesendet. Am 1. Juli 1933 wurde Kringkastingsselskapet vom staatlichen Sender NRK übernommen. Leif Jensson war von 1934 bis 1940 und von 1945 bis zu seinem Tod im Jahre 1948 Büroleiter und Redaktionschef in Bodø.
Bemerkenswert ist, dass nach dem Überfall der Wehrmacht auf Norwegen am 9. April 1940 (vgl. Unternehmen Weserübung) die Radiosendungen aus Bodø bis zur Zerstörung der Stadt am 27. Mai 1940 fortgesetzt wurden. In dieser Zeit wurde Jensson für die Verbreitung von Neuigkeiten und Mitteilungen der auf der Flucht befindlichen norwegischen Exilregierung berühmt. Auch sendete er Feiertagsprogramme am 1. und am norwegischen Verfassungstag (17. Mai) 1940. Auf dem Rønvikfjell wurde eine Empfangsstation errichtet, um Kriegsneuigkeiten u. a. aus Schweden und England empfangen zu können.
Im Jahre 1944 veröffentlichte Leif Jensson unter dem Pseudonym Leif Ytteren zwei Bücher: Trollberg. Nordland in Sage und Wirklichkeit sowie das Kinderbuch Krieg und Frieden in der Tostrupstraße.
Aufgrund seiner Pionierstellung und seiner lebhaften Beschreibungen wie auch seiner mutigen Taten während der Besatzung ist Leif Jensson bis heute in Nordnorwegen bekannt. Ihm gewidmet sind eine Straße sowie ein kleiner Park im Westteil Bodøs.